# Cheilite solare
La cheilite solare (chiamata anche labbro del marinaio o cheilite actinica) è una lesione premaligna causata da una prolungata esposizione al sole e rappresenta un precursore del carcinoma a cellule squamose delle labbra. La sua insorgenza è più frequente sul labbro inferiore lungo il margine vermiglio. Poiché il carcinoma a cellule squamose delle labbra è considerato una forma ad alto rischio di cancro della pelle, con un'11% di possibilità di metastasi rispetto all'1% per altre parti del corpo, è fondamentale riconoscere e gestire adeguatamente queste lesioni precancerose potenzialmente maligne.

## Clinica

### Eziologia
La cheilite solare è causata dall'esposizione al sole o alla radiazione UV. Altri fattori di rischio comprendono l'età avanzata, in particolare oltre i 60 anni, i tipi di pelle Fitzpatrick I e II, anomalie genetiche che influenzano la pigmentazione, come l'albinismo, lavorare all'aperto per più di 25 anni o avere una storia di cancro della pelle non melanoma. Sono stati riportati risultati contrastanti riguardo al fatto che alcol e fumo aumentino indipendentemente il rischio di chelite solare.

### Epidemiologia
L'incidenza della cheilite solare è maggiore nelle popolazioni dalla carnagione chiara e in quelle più vicine all'equatore, dove si ha una maggiore esposizione ai raggi UV. Gli uomini sono colpiti più frequentemente delle donne, probabilmente a causa della loro maggiore esposizione al sole sul luogo di lavoro e dell'uso meno frequente di balsami labbra protettivi e cosmetici. La prevalenza esatta della chelite solare è sconosciuta, poiché la maggior parte dei dati si concentra sull'incidenza del carcinoma a cellule squamose. Negli Stati Uniti, ci sono più di 3500 nuovi casi di cancro alle labbra ogni anno, di cui il 90% è carcinoma a cellule squamose. Uno studio recente ha rilevato che la prevalenza della chelite solare nella popolazione sopra i 45 anni è del 31,3% nella parte nord-occidentale della Spagna.

### Fisiopatologia
Le persone dalla carnagione chiara hanno inferiori livelli di melanina e quindi una più debole protezione innata contro i raggi UV. Le caratteristiche fisiche delle labbra, come la loro forma e il fatto che rappresentino una zona di transizione dalla mucosa orale alla pelle, con un epitelio più sottile, ghiandole sebacee meno attive e meno melanina, contribuiscono a una minore protezione e a un aumento dell'esposizione ai raggi UV. L'esposizione cronica alla luce UV danneggia il gene soppressore dei tumori p53, causando la replicazione incontrollata di cellule difettose, una mutazione genetica comune che viene riscontrata con maggiore frequenza durante la trasformazione maligna della cheilite solare e della cheratosi attinica in carcinoma a cellule squamose. Sebbene la cheilite solare possa interessare sia la mucosa cutanea orale superiore che inferiore, il labbro inferiore riceve una maggiore esposizione ai raggi solari, rendendo questa zona particolarmente suscettibile ai danni causati dal sole e a un numero aumentato di tumori cutanei.

### Istopatologia
La biopsia con ematossilina ed eosina è una procedura raccomandata per valutare le lesioni labiali sospette persistenti al fine di escludere la presenza di cancro cutaneo invasivo. La base della histopatologia per la cheilite solare include diverse caratteristiche: Nel tessuto affetto, si osserva un ispessimento dello strato corneo, noto come ipercheratosi. Questo ispessimento è dovuto alla risposta della pelle all'esposizione cronica ai raggi UV. L'elastosio solare è un altro aspetto rilevante, caratterizzato dalla perdita di colorazione eosinofila, con accumulo di fibre elastiche irregolari e fibrillina intrecciata. Questo fenomeno è associato all'invecchiamento cutaneo e all'esposizione al sole. La displasia epiteliale è un importante indicatore patologico, con alterazioni nella maturazione delle cellule epidermiche, perdita delle creste epidermiche e presenza di atipie citologiche variabili. Questa condizione può variare da lieve a moderata. L'infiammazione perivascolare è un altro elemento significativo, con la presenza di cellule infiammatorie attorno ai vasi sanguigni. La displasia grave è l'indicatore più critico e rappresenta una progressione nella displasia epiteliale. Caratteristiche come l'aumento della discheratosi, la formazione di perle cheratiniche, le proiezioni a forma di goccia e le alterazioni dei nuclei, come mitosi e pleomorfismo, indicano un aumento del rischio di trasformazione maligna. Queste caratteristiche histopatologiche sono fondamentali per la diagnosi e la valutazione della cheilite solare e forniscono informazioni importanti sulla sua gravità e sul potenziale rischio di sviluppo di cancro cutaneo invasivo.

### Segni e sintomi
Una placca bianca persistente con una sensazione ruvida al tatto sulle labbra, più comunemente localizzata sul labbro inferiore, mostra un'apparente sfumatura del confine vermiglio tra la parte cutanea e mucosa del labbro. Generalmente, questa condizione è asintomatica o provoca poco dolore, ma in alcuni casi può causare bruciore, intorpidimento o dolore. Nel corso del tempo, la placca può indurirsi, diventare squamosa e ulcerarsi man mano che la lesione progredisce. Questa condizione è più comune tra lavoratori all'aperto come marinai, agricoltori, operai edili e bagnini, oltre a individui dalla carnagione chiara di tipo Fitzpatrick I-II.

### Diagnosi
La diagnosi della cheilite solare si basa sull'analisi clinica e istopatologica. È essenziale distinguere tra la cheilite, la cheilite solare premaligna e il carcinoma a cellule squamose. La biopsia cutanea rappresenta lo standard d'oro per valutare una lesione labiale sospetta e persistente. Molte lesioni inizialmente considerate come cheilite solare premaligna durante l'esame clinico si sono rivelate essere carcinoma a cellule squamose dopo l'analisi istologica, il che indica che i professionisti non possono effettuare una diagnosi completa in modo esclusivamente clinico, ed è utile ricorrere a una biopsia nella valutazione di tali lesioni. Sebbene non sia obbligatoria per una diagnosi, un articolo suggerisce di valutare ulteriormente i pazienti tramite microscopia elettronica per esaminare le modifiche ultrastrutturali riscontrate nelle lesioni di chelite solare, il loro potenziale per la trasformazione maligna e garantire una corretta diagnosi e gestione.
Durante l'esame fisico, è possibile osservare ispessimenti persistenti della pelle, che possono apparire bianchi o eritematosi, e presentare una sensazione simile a quella della carta vetrata sul labbro inferiore. Per le lesioni nuove, specialmente se sono simmetriche e si verificano in pazienti giovani o in individui con tonalità di pelle più scura, o ancora in coloro che non hanno una storia di esposizione cronica al sole, dove il rischio di cancro della pelle è inferiore, si consiglia di inizialmente escludere possibili cause reversibili, come carenze vitaminiche o eziologie infettive, da contatto o irritanti. La biopsia cutanea è raccomandata per le lesioni che persistono, mentre la microscopia elettronica può essere presa in considerazione, anche se non è essenziale per la diagnosi. Essa permette di esaminare in dettaglio le modifiche ultrastrutturali presenti nelle lesioni di cheilite solare, valutare il loro potenziale per la trasformazione maligna e garantire una diagnosi e una gestione appropriate.